# Registro Nacional de Lugares Históricos em Maryland
Edifícios, locais, distritos e objetos no Registro Nacional de Lugares Históricos em Maryland, ou, na sua forma portuguesa, na Marilândia. Desde 14 de março de 2014 existem 1 536 propriedades e distritos do Registro Nacional de Lugares Históricos listados nos 23 condados de Maryland, incluindo os 72 nomeados no Marco Histórico Nacional.
A cidade independente de Baltimore contem a maior quantidade de registros, bem como o condado de Anne Arundel, enquanto o condado de Garrett contem a menor quantidade. Os primeiros NRHPs em Maryland foram designados em 15 de outubro de 1966 e o mais recente em 5 de fevereiro de 2014.

## Números de propriedades por condado
A relação a seguir lista as entradas atuais, por condado, pertencentes ao Registro Nacional de Lugares Históricos. Estas somas são baseadas em inscrições no Banco de Dados do Cadastro Nacional de Informações a partir de 24 de abril de 2008, e nas novas listas semanais postadas desde então no site do National Register of Historic Places. Há inclusões freqüentes e exclusões ocasionais à lista, fazendo com que as contagens mostradas aqui sejam aproximadas e não oficiais. Igualmente, a contagem desta tabela exclui o aumento e diminuição de fronteiras que modificam a área coberta por uma propriedade existente ou distrito e que apresentem um número de referência nacional distinto no Regisro Nacional.
|              | \| \| Condado \| Nº de lugares \| \| ------------ \| ------------------- \| ------------- \| \| 1 \| Allegany \| 45 \| \| 2 \| Anne Arundel \| 104 \| \| 3 \| Baltimore (cidade) \| 295 \| \| 4 \| Baltimore (condado) \| 85 \| \| 5 \| Calvert \| 20 \| \| 6 \| Caroline \| 20 \| \| 7 \| Carroll \| 61 \| \| 8 \| Cecil \| 51 \| \| 9 \| Charles \| 38 \| \| 10 \| Dorchester \| 25 \| \| 11 \| Frederick \| 96 \| \| 12 \| Garrett \| 20 \| \| 13 \| Harford \| 80 \| \| 14 \| Howard \| 39 \| \| 15 \| Kent \| 40 \| \| 16 \| Montgomery \| 76 \| \| 17 \| Prince George's \| 101 \| \| 18 \| Queen Anne's \| 37 \| \| 19 \| Somerset \| 73 \| \| 20 \| St. Mary's \| 31 \| \| 21 \| Talbot \| 63 \| \| 22 \| Washington \| 102 \| \| 23 \| Wicomico \| 22 \| \| 24 \| Worcester \| 32 \| \| (duplicados) \| (duplicados) \| (20)[3] \| \| Total: \| Total: \| 1 536 \| |               |
|              | Condado | Nº de lugares |
| 1            | Allegany | 45            |
| 2            | Anne Arundel | 104           |
| 3            | Baltimore (cidade) | 295           |
| 4            | Baltimore (condado) | 85            |
| 5            | Calvert | 20            |
| 6            | Caroline | 20            |
| 7            | Carroll | 61            |
| 8            | Cecil | 51            |
| 9            | Charles | 38            |
| 10           | Dorchester | 25            |
| 11           | Frederick | 96            |
| 12           | Garrett | 20            |
| 13           | Harford | 80            |
| 14           | Howard | 39            |
| 15           | Kent | 40            |
| 16           | Montgomery | 76            |
| 17           | Prince George's | 101           |
| 18           | Queen Anne's | 37            |
| 19           | Somerset | 73            |
| 20           | St. Mary's | 31            |
| 21           | Talbot | 63            |
| 22           | Washington | 102           |
| 23           | Wicomico | 22            |
| 24           | Worcester | 32            |
| (duplicados) | (duplicados) | (20)          |
| Total:       | Total: | 1 536         |